# 9186 Fumikotsukimoto
9186 Fumikotsukimoto eller 1991 RZ1 är en asteroid i huvudbältet som upptäcktes 7 september 1991 av den amerikanske astronomen Eleanor F. Helin vid Palomar-observatoriet. Den är uppkallad efter målaren Fumiko Tsukimoto.
Asteroiden har en diameter på ungefär 4 kilometer.